# Neverland (film)
Pour les articles homonymes, voir Neverland.
Pour plus de détails, voir Fiche technique et Distribution.
Neverland ou Voyage au pays imaginaire au Québec et au Nouveau-Brunswick (Finding Neverland) est un film britannico-américain réalisé par Marc Forster, sorti en salles en 2004.
Le film est librement inspiré de la vie de l'écrivain écossais J. M. Barrie, célèbre pour avoir écrit Peter et Wendy.

## Synopsis
Londres, au début du XXe siècle. Le dramaturge J. M. Barrie est en manque d'inspiration. Son mariage ne va pas bien, sa dernière pièce est un désastre et il subit la pression de son producteur. Un jour, alors qu'il est dans le parc avec son chien Porthos, il rencontre Madame Sylvia Llewelyn Davies, veuve et mère de quatre garçons. Une amitié très forte naît rapidement entre James, les enfants et leur mère, et leurs jeux remplis de la plus folle imagination font bientôt naître dans l'esprit du dramaturge doux rêveur ce qui deviendra les célèbres aventures d'un garçon qui ne voulait pas grandir : Peter Pan.

## Fiche technique
- Titre : Neverland
- Titre québécois : Voyage au pays imaginaire
- Titre original : Finding Neverland
- Réalisation : Marc Forster
- Scénario : David Magee d'après la pièce The Man Who Was Peter Pan d'Allan Knee
- Photographie : Roberto Schaefer
- Casting : Kate Dowd
- Direction artistique : Peter Russell
- Décors : Gemma Jackson
  - Décors de plateau : Trisha Edwards
- Costumes : Alexandra Byrne
- Montage : Matt Chesse
- Musique : Jan A. P. Kaczmarek
- Production : Richard N. Gladstein et Nellie Bellflower
  - Coproduction : Michael Dreyer
  - Production associée : Tracey Becker
  - Production exécutive : Gary Binkow, Neal Israel, Michelle Sy, Bob et Harvey Weinstein
- Sociétés de production : Miramax Films et FilmColony
- Sociétés de distribution : Buena Vista International (Royaume-Uni), Miramax Films (États-Unis), TFM Distribution (France)
- Pays de production :  Royaume-Uni,  États-Unis
- Langue : anglais
- Format : couleurs - 2.35:1 - DTS / Dolby Digital - 35 mm
- Genre : Drame
- Durée : 101 minutes
- Dates de sortie :
  - Royaume-Uni : 29 octobre 2004
  - États-Unis : 12 novembre 2004
  - France : 23 février 2005
- Dates de sortie DVD :
  - Royaume-Uni : 24 novembre 2004
  - France : 8 septembre 2005 (location) ; 6 octobre 2005 (vente)

## Distribution
- Johnny Depp (VF : Bruno Choël ; VQ : Gilbert Lachance) : J. M. Barrie
- Kate Winslet (VF : Anneliese Fromont ; VQ : Valérie Gagné) : Sylvia Llewelyn Davies
- Dustin Hoffman (VF : Georges Claisse ; VQ : Guy Nadon) : Charles Frohman
- Julie Christie (VF : Nita Klein ; VQ : Diane Arcand) : Emma du Maurier
- Radha Mitchell (VF : Marie Donnio ; VQ : Camille Cyr-Desmarais) : Mary Barrie
- Freddie Highmore (VQ : François-Nicolas Dolan) : Peter Llewelyn Davies
- Nick Roud : George Llewelyn Davies
- Joe Prospero : Jack Llewelyn Davies
- Luke Spill (VF : Max Renaudin-Pratt) : Michael Llewelyn Davies
- Ian Hart (VF : Pierre Laurent ; VQ : Pierre Auger)  : sir Arthur Conan Doyle
- Oliver Fox : Gilbert Cannan
- Mackenzie Crook : M. Jaspers
- Kelly Macdonald (VF : Chloé Lambert ; VQ : Violette Chauveau) : Maude Adams (Peter Pan dans la pièce)
- Angus Barnett (VF : Pierre Forest) : M. Reilly et Nana
- Toby Jones (VF : Enrique Carballido) : Smee
- Kate Maberly : Wendy Darling
- Matt Green : John Darling
- Catrin Rhys : Michael Darling
- Tim Potter : Capitaine Crochet et George Darling
- Jane Booker : Mary Darling
- Eileen Essell : Mme Snow
- Jimmy Gardner : M. Snow
- Paul Whitehouse : le directeur artistique

Sources et légendes : Version française (VF) sur AlloDoublage. Version québécoise (VQ) sur Doublage Québec

## Distinctions

### Récompenses
- 77e cérémonie des Oscars :
  - Meilleure musique de film pour Jan A. P. Kaczmarek

### Nominations
- 77e cérémonie des Oscars :
  - Meilleure direction artistique pour Gemma Jackson et Trisha Edwards
  - Meilleure création de costumes pour Alexandra Byrne
  - Meilleur montage pour Matt Chesse
  - Meilleur film pour Richard N. Gladstein et Nellie Bellflower
  - Meilleur acteur pour Johnny Depp
  - Meilleur scénario adapté pour David Magee
- 62e cérémonie des Golden Globes[3]
  - Meilleur film dramatique
  - Meilleur acteur pour Johnny Depp
  - Meilleur réalisateur pour Marc Forster
  - Meilleur scénario pour David Magee
  - Meilleure musique de films pour Jan A. P. Kaczmarek
- 58e cérémonie des British Academy Film Awards[4]
  - Meilleur film
  - Meilleur réalisateur pour Marc Forster
  - Meilleur acteur pour Johnny Depp
  - Meilleure actrice pour Kate Winslet
  - Meilleur second rôle féminin pour Julie Christie
  - Meilleure musique de film pour Jan A. P. Kaczmarek
  - Meilleurs costumes pour Alexandra Byrne
  - Meilleure photographie pour Roberto Schaefer
  - Meilleurs maquillages et coiffures pour Christine Blundell
  - Meilleurs décors pour Gemma Jackson
  - Meilleur scénario adapté pour David Magee